# Bitwa pod Pungdo
Bitwa pod Pungdo – starcie morskie między Japonią a Chinami 25 lipca 1894 roku w pobliżu koreańskiej wyspy Pungdo, które rozpoczęło I wojnę chińsko-japońską. Zatopienie brytyjskiego transportowca „Kowshing” wyładowanego chińskim wojskiem miało wpływ na przebieg bitwy pod Seonghwan i spowodowało incydent dyplomatyczny między Japonią i Wielką Brytanią.

## Tło
Konflikt między Chinami a Japonią o Koreę narastał od pewnego czasu: obie strony wzmacniały swoją obecność wojskową, przerzucając wojska pod osłoną floty. Czerwcowe apele Wielkiej Brytanii, USA, Rosji i Francji o pokojowe rozstrzygnięcie sporu, nic nie dały. Japończycy wystosowali ultimatum, wygasające 22 lipca, w którym żądali wycofania chińskich oddziałów. Następnego dnia, o 4 nad ranem, japońskie oddziały zabrały koreańską królową i jej dzieci do japońskiej legacji i mianowały regentem ojca króla (tę datę brytyjscy prawnicy uznali potem za początek wojny), zmuszając go 27 lipca do wypowiedzenia wojny Chinom (Japonia oficjalnie wypowiedziała wojnę dopiero 1 sierpnia).

## Bitwa
25 lipca należące do Floty Beiyang krążownik pancernopokładowy „Jiyuan” i kanonierka torpedowa „Guangyi” wyszły z Asanu, do którego wcześniej eskortowały transportowce zaopatrujące tamtejszy trzytysięczny chiński garnizon. Prawdopodobnie ich zadaniem było przyprowadzenie ostatniego z transportowców, „Kowshinga”.  Okręty nie były przygotowane do walki, mimo upłynięcia terminu japońskiego ultimatum. W Zatoce Asańskiej, niedaleko wysepki Pung (kor. Pungdo, chiń. Fengdao), napotkały rano trzy krążowniki japońskie „Yoshino”, „Naniwa” (pod dowództwem Heihachirō Tōgō) i „Akitsushima”. Japoński zespół był znacznie silniejszy – oprócz przewagi liczebnej, japońskie krążowniki były szybsze i dysponowały większą liczbą armat, o większej szybkostrzelności.
Początek starcia nie jest do końca jasny. Według japońskiej wersji propagandowej, chiński krążownik miał niesprowokowany podejść i wystrzelić torpedę do krążownika „Naniwa”. Wersja ta jest generalnie odrzucona jako niewiarygodna i nie potwierdzona przez samych uczestników po stronie japońskiej. Wcześniej Chińczycy mieli nie oddać honorów japońskim okrętom i zachowywać się we wrogi sposób. Według wersji chińskiej, Japończycy otworzyli ogień jako pierwsi. W rzeczywistości najprawdopodobniej „Jiyuan” zanadto zbliżył się do japońskich krążowników, być może na skutek awarii maszyny sterowej, co zostało uznane za próbę ataku torpedowego i „Naniwa”, a za nią pozostałe okręty, otwarły ogień. Miało to miejsce około 7.05. W ciągu czterdziestu minut poważnie uszkodziły „Jiyuana”, niszcząc mu wieżę dowodzenia, nadbudówki, kadłub w części nadwodnej i wyłączając z akcji artylerię główną. Straty w załodze wynosiły 16 zabitych i 25 rannych. Dowódca krążownika komandor Fang podjął decyzję o wycofaniu się i zdołał oderwać się od nieprzyjaciela i odpłynąć do Weihaiwei. Przez pewien czas ścigał go jeszcze krążownik „Yoshino”, lecz pocisk z rufowego działa „Jiyuana” trafił mostek „Yoshino”, nie wyrządzając większych szkód; być może jeszcze jeden pocisk rozbił kabinę nawigacyjną. Japończycy z niewiadomych przyczyn nie kontynuowali pościgu – według prawdopodobnej wersji, obawiając się głównych sił floty chińskiej. Trafienie w jeden z krążowników zgłaszali też artylerzyści kanonierki torpedowej „Guangyi”. W tym czasie „Naniwa”, a następnie także „Akitsushima” ostrzeliwały słabiej uzbrojony nieopancerzony „Guangyi”, który po zaciętej walce, kompletnie zniszczony, wyrzucił się na brzeg. Ocalało jedynie 18 członków załogi.
Nieostrzeżony przez „Jiyuana”, którego minął wcześniej, 8.30 na scenie walki pojawił się „Kowshing” i o 9.15 został zatrzymany przez „Naniwę”. Sytuacja była dyplomatycznie delikatna: minęło co prawda japońskie ultimatum, ale wojna nie została jeszcze formalnie wypowiedziana, a statek, choć wyładowany chińskim wojskiem, płynął pod banderą brytyjską. Rozpoczęły się czterogodzinne negocjacje, w trakcie których chińscy żołnierze na pokładzie „Kowshinga” zbuntowali się, odmówili poddania się i zażądali zawrócenia do Dagu. Nie pozwolili też europejskiej załodze opuścić statku. 0 13.10, obawiając się nadejścia sił chińskich, Togo wpierw wystrzelił torpedę, a następnie zatopił statek ogniem artyleryjskim („Kowshing” zatonął 36 min. później). Według rozbieżnych zeznań, krążownik ostrzelał także łodzie ratunkowe, wyładowane rozbitkami – choć równocześnie niemal wszyscy pasażerowie „Kowshinga”, którzy się uratowali, zostali wyłowieni przez łodzie „Naniwy”. Źródła japońskie twierdzą, że „Naniwa” wysłała łodzie na ratunek (wyłącznie) Europejczykom, którzy zostali ostrzelani przez chińskich żołnierzy z pokładu tonącego „Kowshing”. Być może ze statku strzelano także do krążownika, który mógł odpowiedzieć ogniem, przy okazji trafiając rozbitków. Około 300 Chińczyków zdołało dopłynąć do niedalekich wysepek i zostali wyratowani przez kanonierki, francuską „Lion” i niemiecką „Iltis”.
Ostatnim okrętem, który zjawił się w okolicy, była kanonierka „Caojiang”, która wypłynęła z Asan. Jej dowódca, oceniwszy szanse, postąpił rozsądnie, choć niebohatersko, i poddał się bez walki. Okręt został następnie wcielony do floty japońskiej.

## Skutki
Przybycie postrzelanego „Jiyuana” do Weihaiwei zrobiło przygnębiające wrażenie na chińskiej flocie; chińskie siły poniosły poważne straty, samemu nie zadawszy żadnych. Nie wiadomo, jaki wpływ na bitwę pod Seonghwan miałoby 1000 chińskich żołnierzy, z pełnym wyposażeniem, ale ich brak na pewno ułatwił Japończykom zwycięstwo.
Ponieważ „Kowshing” był statkiem brytyjskim, armator, firma Jardin and Matheson, podjęła starania o odszkodowanie, niemniej rząd angielski uznał, że choć strona chińska nie została oficjalnie zawiadomiona, to upłynięcie terminu ultimatum i japońska akcja 23 lutego, a następnie poranny bój stanowiły de facto wypowiedzenie wojny. Zatrzymanie więc neutralnego statku z wojskowym ładunkiem i żądanie, by poddał się kontroli, były zgodne z prawem międzynarodowym, podobnie jak otwarcie ognia, po odmowie kapitulacji.
Za opuszczenie  pozostałych okrętów chińskich komandor Fang został skazany na śmierć, dano mu jednak szansę na wykazanie się w przyszłych starciach. Według jednak ówczesnych opinii, jego okręt nie mógł już skutecznie walczyć i zapewne zostałby zatopiony lub wpadł w ręce japońskie. 